# 髙峰じゅり
髙峰じゅり（2003年〈平成15年〉12月9日 ‐ ）は、日本のグラビアアイドル、俳優、モデル、タレント。滋賀県出身。愛称は「じゅり姫」「じゅりちゃん」。株式会社サンミュージックプロダクション所属。

## 経歴
京都府生まれ滋賀県育ち。
大阪で撮影会モデルのアルバイトをしていた際にスカウトされ、2023年1月6日発売のヤングマガジンNo.6の巻末企画に掲載。同年10月、1stイメージDVDの撮影を機に上京。
2024年3月、ミスマガジン2024ベスト16ワイルドカードに出場。デッドヒートの末2位に終わったが、3ヵ月後の2024年6月発売のヤングマガジンNo.30で巻中グラビアを飾った。
2024年11月1日より、株式会社アライブエンタテイメントに所属。
2025年1月より、「推し活撮影会」を自ら立ち上げ、元グラビアアイドルで友人のあさかわまりなとともに運営及び撮影会への出演を開始。
2025年4月、前澤杯 MAEZAWA CUP 2025にラウンドガールとして出演。
2025年8月1日より、株式会社サンミュージックプロダクションに所属。移籍に伴い芸名をやしろじゅり。から髙峰じゅりに変更。

## 人物
- レズビアンであることを公表している[15]。
- バストとヒップが共に97センチである[7]。
- 趣味・特技は歌うこと、ピアノを弾くこと、写真を撮ること（主に電柱や電線）、知育菓子づくり、神社巡り、耳を丸く折り畳めること[16]、どんな人でもすぐに長所を見つけられること[17]、ちゃんと自炊できること[18]、カラオケ、油絵、屋台の射的[19]。
- X（旧Twitter）でのエゴサ用ハッシュタグは「＃じゅり姫を見守り隊」[20]。
- 好きな食べ物は、お肉とお菓子。[21]
- 大食いであり、焼き鳥を一人で27本は食べられる。[22]
- アレルギーを多く持っており、仕事現場で提供されるお弁当が食べられないことも多い。[23]
  1. アレルギー 《 いか、たこ、エビ、カニ、あわび、牡蠣、キウイ、スギ、イネ、ヒノキ、ダニ、イヌ、ネコ 》
  2. アレルギー検査では該当するが食べられる 《 牛乳、メロン、スイカ、パイナップル、トマト、ナス、サバ、サケ、マグロ 》[24]

- 1stイメージDVDに登場したぬいぐるみ、ユニコーンのみぴぴちゃんと一緒に暮らしている。[25]

## 作品

### イメージDVD
- 1st Impact いんふるえんさ（2024年3月26日、エアーコントロール）[26]
- 初恋を君に（2024年7月26日、竹書房）[27]
- 癒やされ天使（2024年10月30日、スパイスビジュアル）[28]
- 蒼い童話 BLUE ROMANCE（2025年4月22日、エアーコントロール）[29]

## 出版

### デジタル写真集
- 週刊GIRLS-PEDIA 073（2024年6月1日、KADOKAWA）[30]
- ヤンマガアザーっす！＜YM2024年30号未公開カット＞（2024年9月27日、講談社［ヤンマガデジタル写真集］、撮影：松田忠雄）[31]
- NIPPONグラドル58人（2024年10月7日、集英社［週プレ PHOTO BOOK］、撮影：LUCKMAN、藤本和典、佐藤佑一）[32]
- これ･･･着てきたよ♡（2024年11月22日、サークルチェンジ［解禁グラビア写真集］）[33]
- 宿題よりも私を見て･･･（2025年3月28日、サークルチェンジ［解禁グラビア写真集］）[34]
- 推しで彼女の担任教師（2025年4月24日、サークルチェンジ［解禁グラビア写真集］）[35]

### 雑誌
- ヤングマガジンNo.6（2023年1月6日、講談社）[6]
- 週刊プレイボーイNo.46（2023年10月30日、集英社）[36][37]
- ヤングアニマルNo.6（2024年3月8日、白泉社）[38][39]
- グラドル名鑑2024（2024年3月26日、らんくう）
- 週刊実話ザ・タブー（2024年5月22日、日本ジャーナル出版）[40]
- 別冊パチスロパニック7 2024年7月号（2024年5月24日、ガイドワークス）[41]
- ヤングマガジンNo.30（2024年6月24日、講談社）[9]
- MEN'SDVD 9月号（2024年7月29日、三和出版）[42]
- COMICスロマンV Vol.32（2024年8月7日、ガイドワークス）[43]
- 金のEX DVD DX VOL.4（2024年9月17日、大洋図書）[44]
- 週刊プレイボーイNo.43＆44（2024年10月7日、集英社）[45][46]
- 実話BUNKAタブー 2025年1月号（2024年11月15日、コアマガジン）[47]
- 金のEX DVD vol.23（2024年12月17日、大洋図書）
- 50代からの男のゴラク2025年6月号（2025年4月28日、一水社）[48]
- 実話BUNKAタブー2025年7月号（2025年5月15日、コアマガジン）[49][50]
- アサ芸Secret! Vol.94 2025年8月1日号（2025年7月3日、徳間書店）[51]

## 出演

### WebCM
- ゼロから勇者：オリエントファンタジー（2024年8月～、XINIU NET LIMITED）[52]
- キノコ伝説：勇者と魔法のランプ（2024年、JOY MOBILE NETWORK PTE. LTD.）[52]
- エボニー - 王の帰還（2024年9月～、TG Inc.)[53]

### ラジオ
- MAGI’s Town Now（2025年1月6日、渋谷クロスFM）[54]